# Château d'Haucourt
Le château d'Haucourt  est un château situé sur la commune de Grigneuseville, en Seine-Maritime, en France. Le site fait l’objet d’une inscription au titre des monuments historiques depuis 1977, certains éléments faisant l'objet d'un classement.

## Historique
L'édifice est daté du XVIIe siècle.
Le site est à la fois classé et inscrit comme monument historique le 29 novembre 1977.